# ماري وزهرة الساحرة
ماري وزهرة الساحرة (باليابانية: メアリと魔女の花) فيلم أنمي ياباني من أخراج هيروماسا يونيبايشي وانتاج ستديو بونوك، القصة مقتبسة من رواية المكنسة الصغيرة للكاتبة ماري ستيوارت. وهو أول أفلام ستديو بونوك. القصة تدور حول فتاة تدعى ماري تكتشف بأنها تملك قوة غامضة تمكنها من أن تكون ساحرة لليلة واحدة فقط.

## الشخصيات
- ماري

مؤدية الصوت: هانا سوجيساكي.
- الساحرة ذات الشعر الاحمر

مؤدي الصوت: هيكاري ميتسوشيما.

## العاملين على الفيلم
- المخرج: هيروماسا يونيبايشي.
- منسق القصة: ريكو ساكافوشي.
- الملحن: تاكاتسوغو موراماتسو.
- المنتج: يوشياكي نيشيمورا.

## روابط خارجية
- ماري وزهرة الساحرة على موقع IMDb (الإنجليزية)
- ماري وزهرة الساحرة على موقع ميتاكريتيك (الإنجليزية)
- ماري وزهرة الساحرة على موقع روتن توميتوز (الإنجليزية)
- ماري وزهرة الساحرة على موقع نتفليكس (الإنجليزية)
- ماري وزهرة الساحرة على موقع ألو سيني (الفرنسية)
- ماري وزهرة الساحرة على موقع Turner Classic Movies (الإنجليزية)
- ماري وزهرة الساحرة على موقع أول موفي (الإنجليزية)
- ماري وزهرة الساحرة على موقع بوكس أوفيس موجو (الإنجليزية)
- ماري وزهرة الساحرة على موقع فيلمافينيتي (الإسبانية)
- ماري وزهرة الساحرة على موقع قاعدة بيانات الأفلام السويدية (السويدية)

## روابط أضافية
- الموقع الرسمي